# Бур-Сен-Морис
Бур-Сен-Морис (фр. Bourg-Saint-Maurice) — коммуна во Франции, округ Альбервиль, департамент Савойя, регион Овернь — Рона — Альпы. Является центом кантона Бур-Сен-Морис. Код INSEE коммуны — 73054. Мэр коммуны — Гийом Дэрю, мандат действует на протяжении 2020—2026 гг. В коммуне частично расположена основная часть горнолыжного курорта Лез-Арк.

## География
Бур-Сен-Морис расположен на востоке департамента Савойя на границе с Италией.

## История
Римляне основали поселение Bergintrum в провинции Пеннинские Альпы. Согласно книге Итинерарий Антонина, оно располагалось по дороге между городами Mediolanum (Милан) и Lugdunum (Лион). Позже местность была названа Saint-Maurice, в честь святого Маврикия, составная часть названия Bourg появилась только в 15 веке.
После оккупации французскими войсками в 1794 году местность получила название Nargue-Sarde. Когда в 1815 году она снова перешла королевству Сардинии, было возвращено прежнее название. В 1861 году Бур-Сен-Морис окончательно перешёл Франции.
Со строительством горнолыжной станции «Les Arcs» в 1960-х годах начался экономический подъём. С 1962 года в городе базируется седьмой батальон альпийских егерей.

## Население
Согласно переписи 2012 года население Бур-Сен-Морис составляло 7741 человека (52,8 % мужчин и 47,2 % женщин). Население коммуны по возрастному диапазону распределилось следующим образом: 17,3 % — жители младше 14 лет, 24,1 % — между 15 и 29 годами, 21,4 % — от 30 до 44 лет, 19,1 % — от 45 до 59 лет и 17,1 % — в возрасте 60 лет и старше. Среди жителей старше 15 лет 38,4 % состояли в браке, 48,7 % — не состояли, 7,4 % — были в разводе, 5,5 % — вдовствовали.
Среди населения старше 15 лет (5954 человек) 14,5 % населения не имели образования, 7,1 % — имели только начальное образование, 8,3 % — закончили только колледж, 25,1 % — получили аттестат об окончании лицея, 22,1 % — закончили полное среднее образование или среднее специальное образование, 14,0 % — закончили сокращённое высшее образование и 8,9 % — получили полное высшее образование.
На 2012 год в коммуне числилось 3216 облагаемых налогом домохозяйств, в которых проживало 7008 человека, из них 36,3 % хозяйств состояли из одного человека (16,3 % мужчины, 20,0 % женщины) и 61,1 % семейных хозяйств (из них 27,7 % с детьми).
Динамика населения согласно INSEE:
| Население коммуны в XIX—XXI веках |
| --------------------------------- |
|                                   |

## Экономика
В 2012 году из 5409 человек трудоспособного возраста (от 15 до 64 лет) 4500 были экономически активными, 909 — неактивными (показатель активности 83,2 %, в 2007 году — 83,8 %). Из 4500 активных трудоспособных жителей работали 4264 человек (2478 мужчины и 1786 женщины), 236 (4,4 %) числились безработными. Среди 909 трудоспособных неактивных граждан 319 были учениками либо студентами, 314 — пенсионерами, а ещё 276 — были неактивны в силу других причин. В 2013 году средний доход в месяц составлял 1910 €, в год — 22 923 €.